# Toquí becfí
El toquí becfí (Arremon assimilis) és un ocell de la família dels passerèl·lids (Passerellidae).

## Descripció
Mesura uns 20 cm. Té el dors de color groc-oliva. Al cap té franges grises, negres i algunes subespècies tenen el supercili blanc. Els costats del cap són de color negre o gris com una antifaç. La gola és blanca. El centre de les parts inferiors és blanc vorejat de gris i oliva. Les parts inferiors varien segons la subespècie. La població del vessant nord-oest dels Andes (A. a. nigrifrons) i el vessant est dels Andes del nord (A. a. assimilis) no tenen banda negra al pit, tant mateisl la població del centre del Perú al sud de Puno (A. a. poliophrys) sí que la tenen. Tots dos sexes tenen el bec negre. És similar al toquí de corona negra (Arremon abeillei) però es distingeix per les parts superiors de color groc oliva i per preferir hàbitats més humits en elevacions més altes.

## Hàbitat i distribució
Viu al sotabosc dels boscos humits, especialment a prop de les vores, a les muntanyes dels Andes de Veneçuela, Colòmbia, Equador en elevacions que oscil·len entre 1200 i 3200 m i la major part del Perú en elevacions que oscil·len entre 400 i 900 m (A. a. nigrifrons).

## Etimologia
El nom «Arremon» deriva del grec antic “arrhemon”, “arrhemonos” que significa “silenciós”, “sense parla”. L'epítet «assimilis» prové del llatí “similar” i indica una semblança propera o una relació amb una altra espècie, però no necessàriament congènere.

## Taxonomia
Es reconeixen quatre subespècies:
- A. a. larensis (Phelps & Phelps, 1949) localitzat a Lara, Mérida i Táchira (nord-oest de Veneçuela)
- A. a. assimilis (Boissonneau, 1840) nord de Colòmbia fins al centre nord de Perú.
- A. a. nigrifrons (Chapman, 1923) sud-oest d'Equador i nord-oest de Perú.
- A. a. poliophrys (Berlepsch & Stolzmann, 1896) centre i sud de Perú.